# Seznam senegalskih nogometašev
Seznam senegalskih nogometašev.

## B
- Demba Ba
- Rahmane Barry
- Habib Beye

## C
- Henri Camara
- Souleymane Camara
- Aliou Cissé
- Kalidou Cissokho
- Ferdinand Coly

## D
- Omar Daf
- Ali Dia
- Abdoulaye Diagne-Faye
- Pape Diakhate
- Mamadou Diallo
- Omar Diallo
- Salif Diao
- Lamine Diatta
- Souleymane Diawara
- Papa Bouba Diop
- Papa Malick Diop
- El Hadji Diouf

## E
- Patrice Evra

## F
- Khalilou Fadiga
- Amdy Faye

## K
- Diomansy Kamara

## N
- Cherif Ndiaye
- Leyti N’Diaye
- Makhtar N'Diaye
- Moussa N'Diaye
- Sylvain N'Diaye
- Alassane N'Dour
- Dame N'Doye
- Fallou Niang
- Mamadou Niang

## S
- Abdou Sall
- Mohamed Sarr
- Pape Sarr
- Ibrahima Sonko
- Moussa Sow
- Tony Sylva

## T
- Pape Thiaw
- Toure
- Amara Traoré
- Armand Traoré